# Абу Закария Яхья III
Яхья III (или Абу Закария Яхья III, ум. 1489) — двадцать второй правитель государства Хафсидов в Ифрикии в 1488-1489 годах, двадцать первый халиф Хафсидов.

## Биография
Яхья III наследовал своему деду Абу Умару Усману в 1488 году (его отец умер раньше деда). К этому времени государство находилось в анархии, в провинции восставали местные правители, и новый халиф проявил непримиримость и даже жестокость в уничтожении мятежников и всех, кого он считал подозрительными. Однако уже через несколько месяцев он сам был убит собственным двоюродным братом Абд аль-Мумином ибн Ибрахимом (1489).